# Villa Capitaneo
Villa Capitaneo, conosciuta anche come Palazzo Capitaneo, è una villa signorile sita a nord di Bari, nel quartiere di Palese Macchie ed è uno dei monumenti più rappresentativi dello stesso paese, soprattutto per la sua storia. Fu progettata dall'architetto bitontino Luigi Castellucci. Dopo villa Zanchi è il secondo edificio più antico di Palese. Si trova su un colle non troppo pronunciato, a sud-ovest del centro abitato, quasi al confine con Santo Spirito. La facciata principale è prospiciente alla piazza Capitaneo ed al corso Vittorio Emanuele (una delle strade principali della cittadina); il prospetto ovest dà invece sulla moderna zona 167 e su via Torre di Brencola. Nella parte anteriore, a est, è affiancata dalla vecchia chiesetta di San Giuseppe e dispone di cortile interno e giardino.
Una volta, la popolazione locale chiamava la villa “u cond” (in dialetto), per il titolo nobiliare dei conti Genoino di Cava de'Tirreni, imparentati con i Capitaneo.

## Storia
L'opera in questione, realizzata nella seconda metà del XIX secolo, ha integrato strutture precedenti, molto antiche.
Documenti storici sembrano testimoniare infatti, che nella zona dove ora è presente la villa v'era, già a partire dal X secolo, un casale con tenuta agricola circondata da una palizzata -sembra anche che tale palizzata in legno, consueta nell'alto medioevo per le fortificazioni di tenute agrarie, abbia poi finito per dare il nome alla località circostante, sicché “Palese” deriverebbe dal latino pallitium, essendo la palizzata in altura e ben visibile nei dintorni-.
Altre notizie di costruzioni ivi presenti si trovano su manoscritti risalenti al XVI secolo, che parlano della torre di San Giovanni delle Camere con chiesa annessa (non v'è conferma che il nome appena citato fosse proprio della chiesa). Della chiesa suddetta non rimangono tracce, lo studioso Potenza la identifica con dei locali al piano terra, posti nel lato ovest del fabbricato odierno (e ora utilizzati per attività commerciali) e nei sotterranei ovest dello stesso. Nei secoli successivi nei suoi pressi (alle spalle dell'odierno palazzo) furono scavati dei trappeti ipogei. La torre viene invece citata più volte: il Garruba scrisse che nel '500 fu proprietà dei Pascale di Modugno, poi chiamata nel ‘600 "Torre San Pasquale" ed indicata nel catasto di Modugno del 1752 come “Torre Palese” (secondo il Garruba perché, a causa dell'altezza a cui si trovava era evidente nei dintorni), di proprietà del marchese Domenico Antonio Stella. Nello stesso catasto viene indicata anche una piccola chiesa dedicata a San Filippo, che dal 1808 fu utilizzata per le funzioni religiose di Palese (ormai divenuta un villaggio); essa esiste tuttora ed è dedicata a San Giuseppe. Da un documento del 1774 s'evince che il complesso fu di proprietà dei modugnesi De Rossi sino circa al primo decennio del XIX sec., quando entrò in possesso dei Capitaneo (forse in dote, per un matrimonio di un membro dei Cap. con un De Rossi o tramite acquisto). Nel 1807 torre Palese fu menzionata nell'Atlante Geografico del Regno di Napoli, curato da Giovanni Antonio Rizzi Zannoni.
Nel 1840 il barone Pietro C. (1795-1871) commissionò il progetto della villa al celebre Luigi Castellucci (finita dopo la morte di quest'ultimo), e terminata questa, veniva abitata dalla nobile famiglia nel periodo estivo. Durante la seconda guerra mondiale, i trappeti ipogei vennero utilizzati come rifugio antiaereo, mentre dopo la conquista alleata del ’43 il palazzo fu alloggiato da un corpo dell'esercito inglese. Nel 1969 i proprietari, per esigenze abitative fecero abbattere l'antica torre ed erigere, prospiciente al cortile interno, un nuovo corpo di fabbrica addossato a quello più vecchio. Il complesso è ancora oggi di proprietà della famiglia Capitaneo e parte di esso è adibito a Bed & Breakfast (con il nome di "Le tre sorelle") gestito dalla Sig.ra Clara Capitaneo, figlia di Francesco Maria Capitaneo.

## Caratteristiche architettoniche

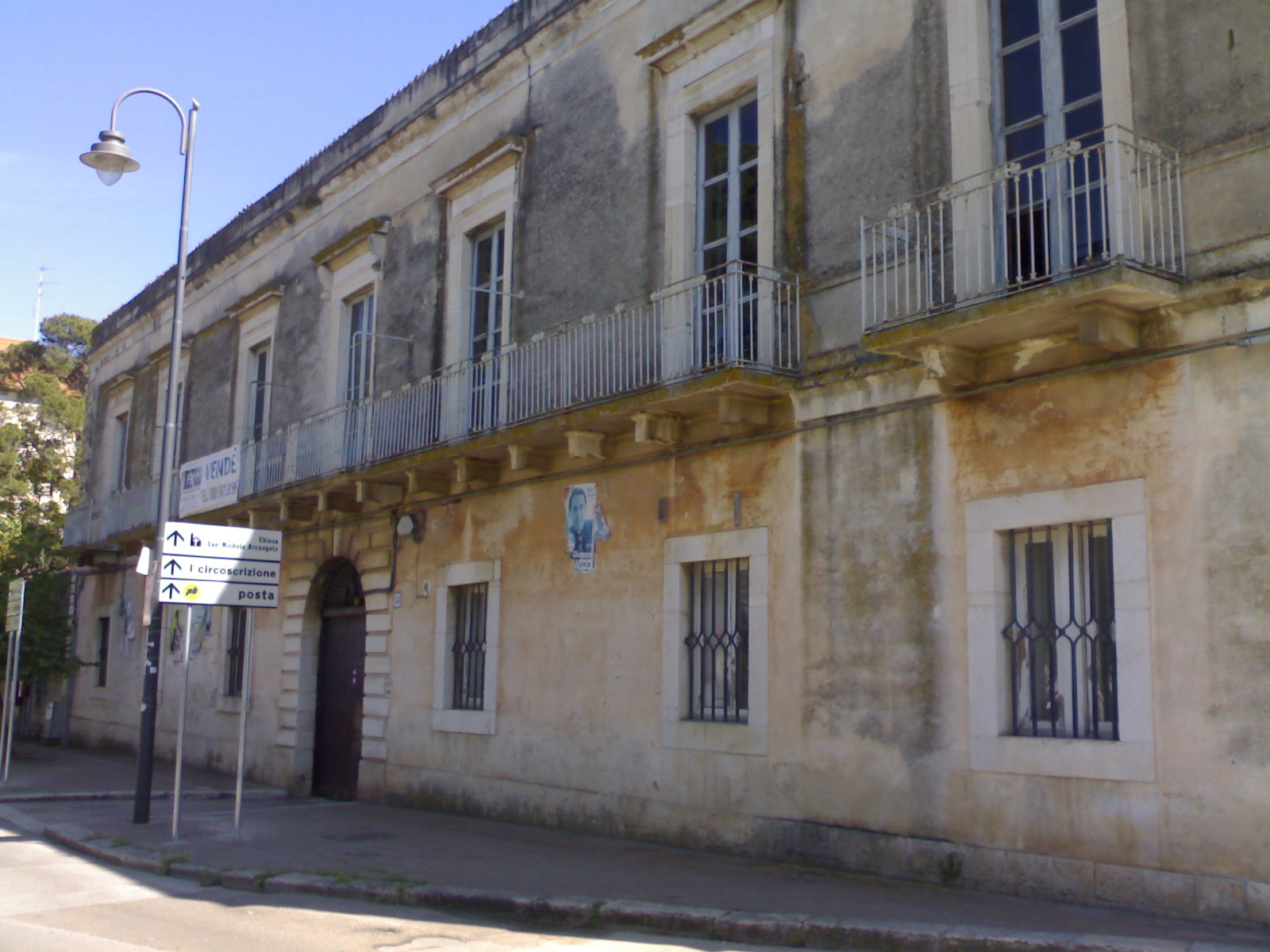
Palazzo Capitaneo: vista prospettica della facciata principale

L'opera ricalca pienamente la tipologia di villa extra moenia (fuori dalle mura) ottocentesca. 
Castellucci costruì il complesso in un'area sub-triangolare, fiancheggiandolo alla torre ed alla chiesa di San Filippo. La struttura era allora circondata di verde da tutti i lati, ma al tempo stesso era sul crocevia di due importanti strade: via Candela (che coincide con le attuali vie Titolo, Capitaneo e Brencola) che portava al mare in direzione nord-ovest e a Bitonto in dir. sud-ovest e via Macchie (ora per gran parte Corso Vittorio Emanuele). 
L'impianto originario era costituito da un palazzo rettangolare (di dimensioni 33x13 m) con cortile e giardino retrostanti, circondati da muri robusti. 
Il palazzo, a struttura in muratura, è un parallelepipedo a base rettangolare e si articola su due piani. 
Esso è impostato simmetricamente, giacché nella facciata principale le aperture dei due piani (sette per piano) sono in linea e con interassi diversi tra le due aperture più esterne e le tre interne. Gli spigoli della stessa facciata sono coperti da bugne a martello, che aggettano dalle pareti. Al piano terra, a contatto col marciapiede v'è uno zoccolo in pietra, mentre nel centro è posto l'ampio portone carraio (alto quasi tutto il piano) d'ingresso alla villa: questo ha un arco a tutto sesto ed è incorniciato da altre bugne a martello di lunghezza alternata. Sempre nell'apertura del portale, al di sopra della linea di catena (occupata solo dal contorno superiore del portone in legno) ed interna all'arco v'è una raggiera in ferro, al cui centro è stato lavorato lo stemma della famiglia Capitaneo. Le sei finestre (tre per parte) sono incorniciate ciascuna da una semplice fascia continua, che ne riprende fedelmente il contorno rettangolare. I due piani sono divisi da una semplice cornice marcapiano, su cui sono impostati i balconi (sorretti da mensole in pietra) e le porte-finestre. I balconi sono tre: quello centrale serve cinque aperture ed i due laterali (ovviamente molto più corti) ne servono una per ciascuno. In corrispondenza del portone, il balcone centrale presenta un piccolo, ulteriore aggetto. Le porte-finestre sono tutte incorniciate da edicole, con architravi sporgenti in sommità, mentre una modanatura corre sotto la linea di coronamento, lungo la quale s'intravedono invece i profili delle tegole. La simmetria è rispettata anche nei prospetti laterali. Le pareti del piano terra sono dipinte d'ocra, quelle del piano nobile di grigio (oggi i colori sono sbiaditi). Il portone immette in un androne, coperto da una volta a vela ed una a botte, decorata con lunette.
Esso (l'androne) porta, a sinistra, ad una spaziosa scalinata a pozzo con quattro rampe, che conduce al piano nobile. Oltrepassando l'androne, invece, si giunge nel cortile aperto, con in fondo un colonnato classico d'ingresso al giardino. Ovviamente le dimensioni originarie del cortile risultano oggi ridotte, a causa delle aggiunte del 1969.
Curiose sono alcune iscrizioni a rilievo, probabilmente ordinate dallo stesso Castellucci.
La prima è posta sulla chiave di volta dell'arco d'accesso ai giardini e reca: <<A. D. P. 1841 C. [A(nno) D(omini) 1841 P(ietro) C(apitaneo)]>> (a dire il vero la D è al rovescio), a indicazione del fatto che il colonnato stesso fa parte di una prima serie di lavori.
Un'altra scritta, posta sulla chiave dell'arco d'accesso al cortile dice: << A. D. 1848 S. M. V. >> ed indica l'ultimazione dei lavori di muratura (appunto il 1848) ed una citazione poetica di Orazio (Ars Poetica vv. 38-39), cioè [A](equam) S(umite) M(ateriam) V(iribus) (che significa “Scegliete una materia adatta alle forze”, in riferimento alla funzione statica della pietra in questione come chiave di volta d'un arco estradossato e, al contempo, come mensola del balconcino sottostante).
La terza ed ultima scritta è <<1887>>, stampigliata sul fermo in ferro del portone: secondo la testimonianza di Adelaide Genoino Capitaneo, tale anno corrisponderebbe ai lavori di finitura del palazzo: la copertura della scala e la posa in opera delle ringhiere alle finestre e ai balconi.
Ben poco v'è da dire della chiesa di San Giuseppe, con facciata in umile tufo e camera interna rettangolare. Vi si accede da uno scalino.